# Афротропика

Афротропика на карте мира

Афротро́пика — биогеографический регион, к которому относятся части Африки, расположенные к югу от пустыни Сахары. Ранее он назывался эфиопской экологической зоной.
Мадагаскар и прилегающие острова составляют в нём особый, чётко различаемый подрегион, в котором существуют многочисленные эндемичные виды животных, например, лемуры. Это обусловлено тем, что Мадагаскар и Сейшельские острова откололись от Африки несколько десятков миллионов лет назад и на них эволюционные процессы пошли отдельным путём. Другие острова в Индийском океане, такие как Коморские или Маскаренские острова, являются островами вулканического происхождения, и их возраст более юный.
Ещё одним отдельным субрегионом Афротропики является Капская область на юге континента, охарактеризованная климатом, схожим со средиземноморским. Здесь также существуют многочисленные эндемичные виды.

## Фауна
Фауна млекопитающих в области богата и разнообразна.
Эндемики — отряды трубкозубов (1 вид) и даманов (7 видов). Среди насекомоядных эндемичны выдровые землеройки, златокроты и полуобезьяны — лемуры, индриевые, руконожковые.
Грызуны — тростниковые и скальные крысы, землекоповые, шипохвостые белки. Эндемики среди парнокопытных — бегемоты, жирафы, карликовые антилопы, саблерогие антилопы.
Характерны отряды ящеров (панголины), хоботных (африканские слоны), полуобезьяны лори (галаго и потто), мартышковые. Эти виды роднят Эфиопскую область с Индо-Малайской областью, они встречаются и там.
Разнообразна орнитофауна, эндемизм её высок. Страусообразные включают 2 вида: африканский страус и сомалийский страус. Распространены птицы-мыши, китоглавые, молотоглавые, птицы-секретари, пастушковые куропатки, цесарки, турако (бананоеды), древесные удоды.